# Joe Cocker
John Robert Cocker, OBE, angleški glasbenik, * 20. maj 1944, Sheffield, Anglija, Združeno kraljestvo, † 22. december 2014, Crawford, Kolorado, Združene države Amerike.

## Diskografija

### Albumi
- With A Little Help From My Friends (1969)
- Joe Cocker! (1969)
- Mad Dogs & Englishmen (1970.)
- Joe Cocker (1972)
- I Can Stand A Little Rain (1974)
- Jamaica Say You Will (1975)
- Stingray (1976)
- Greatest Hits (1977)
- Luxury You Can Afford (1978)
- Sheffield Steel (1982)
- Civilized Man (1984)
- Cocker (1986)
- Unchain My Heart (1987)
- One Night Of Sin (1989)
- Joe Cocker Live (1990)
- Night Calls (1992)
- The Best Of Joe Cocker (1993)
- Have A Little Faith (1994)
- The Long Voyage Home (1995)
- Organic (1996)
- Across From Midnight (1997)
- Greatest Hits (1998)
- No Ordinary World (1999)
- Respect Yourself (2002)
- Heart & Soul (2005)
- Hymn for My Soul (2007)
- Hard Knocks (2010)
- Fire It Up (2012)